# René Arend
René Arend (* 30. Dezember 1928 in Wiltz, Kanton Wiltz, Luxemburg; † 8. August 2016 in Naperville, DuPage County, Illinois, USA) war ein luxemburgischer Chefkoch und Erfinder.
Er erfand die Chicken McNuggets. Er  gehört zu den weltbekannten Luxemburgern.

## Leben und Wirken
René Arend wurde in Wiltz im gleichnamigen Kanton geboren und machte seine Ausbildung am College Technique in Straßburg. Es folgte 1956 die Übersiedlung in die USA, wo er vor allem in Chicago in Hotels und Restaurants für Reiche als Chefkoch tätig war. 1959 gewann er einen Preis. Zu seinen Gästen gehörte auch der Gründer von McDonalds, Ray Kroc.
Nach langer Überredung gelang es Kroc, Arend als Chefkoch zu McDonalds zu holen, wo er seit 1976 tätig war und 1979 das Produkt erfand, das ihn weltberühmt machte: den Chicken McNugget. 1983 erst konnten sich die Chicken McNuggets in den USA durchsetzen, ein Jahr später bereits weltweit. Auch der berühmte Burger McRib wurde von ihm 1983 erfunden.
Anfang der 1990er Jahre zog er sich aus dem Vollzeitgeschäft zurück. René Arend starb am 8. August 2016 im Alter von 87 in seiner Wahlheimat, den USA.